# Zou Lijuan
Zou Lijuan (Xuzhou, 6 agosto 1994) è un'atleta paralimpica cinese specializzata nel getto del peso e nel lancio del giavellotto e appartenente alla categoria F34.

## Biografia
Nata con una paralisi cerebrale infantile, all'età di diciotto anni ha iniziato a praticare l'atletica leggera paralimpica e nel 2014 ha fatto il suo esordio nella nazionale cinese ai Giochi para-asiatici di Incheon, dove ha conquistato due medaglie d'oro nel getto del peso F34 e nel lancio del giavellotto F33/34.
Nel 2015 si è diplomata campionessa mondiale paralimpica nel getto del peso F34 e nel lancio del giavellotto F34 ai campionati di Doha; l'anno successivo ha partecipato ai Giochi paralimpici di Rio de Janeiro, dove ha portato a casa due medaglie d'oro nel getto del peso F34 e nel lancio del giavellotto F34.
Ai campionati mondiali paralimpici di Londra 2017 ha replicato i risultati del 2015, rientrando in Cina con al collo le medaglie d'oro del getto del peso F34 e del lancio del giavellotto F34. L'anno successivo si è confermata campionessa anche ai Giochi para-asiatici di Giacarta 2018, sempre nelle sue due specialità predilette.
Nel 2019 sono arrivate per lei altre due medaglie d'oro nel getto del peso F34 e nel lancio del giavellotto F34 ai mondiali paralimpici di Dubai e nel 2021 ha preso parte ai Giochi paralimpici di Tokyo, dove ha conquistato la medaglia d'oro nel getto del peso F34 con il nuovo record mondiale a 9,19 m e nel lancio del giavellotto F34 con il record del mondo eguagliato a 22,28 m. Alle Paralimpiadi di Parigi di tre anni dopo vince l'oro nel lancio del giavellotto F34 (siglando, con la misura di 22,55 metri, il nuovo record del mondo) e nel getto del peso F34.

## Record nazionali
- Getto del peso F34: 9,19 m  ( Tokyo, 31 agosto 2021)
- Lancio del giavellotto F34: 22,55 m  ( Parigi, 1° settembre 2024)

## Palmarès
| Anno | Manifestazione       | Sede           | Evento                        | Risultato | Prestazione | Note                                     |
| ---- | -------------------- | -------------- | ----------------------------- | --------- | ----------- | ---------------------------------------- |
| 2014 | Giochi para-asiatici | Incheon        | Getto del peso F34            | Oro       | 7,90 m      |                                          |
| 2014 | Giochi para-asiatici | Incheon        | Lancio del giavellotto F33/34 | Oro       | 17,92 m     |                                          |
| 2015 | Mondiali paralimpici | Doha           | Getto del peso F34            | Oro       | 8,37 m      | Miglior prestazione personale            |
| 2015 | Mondiali paralimpici | Doha           | Lancio del giavellotto F34    | Oro       | 20,98 m     | Miglior prestazione personale            |
| 2016 | Giochi paralimpici   | Rio de Janeiro | Getto del peso F34            | Oro       | 8,75 m      | Record mondiale                          |
| 2016 | Giochi paralimpici   | Rio de Janeiro | Lancio del giavellotto F34    | Oro       | 21,86 m     | Record mondiale                          |
| 2017 | Mondiali paralimpici | Londra         | Getto del peso F34            | Oro       | 8,23 m      | Miglior prestazione personale stagionale |
| 2017 | Mondiali paralimpici | Londra         | Lancio del giavellotto F34    | Oro       | 20,67 m     | Miglior prestazione personale stagionale |
| 2018 | Giochi para-asiatici | Giacarta       | Getto del peso F34            | Oro       | 8,19 m      | Record dei Giochi                        |
| 2018 | Giochi para-asiatici | Giacarta       | Lancio del giavellotto F33/34 | Oro       | 22,28 m     | Record mondiale                          |
| 2019 | Mondiali paralimpici | Dubai          | Getto del peso F34            | Oro       | 8,76 m      | Record dei campionati                    |
| 2019 | Mondiali paralimpici | Dubai          | Lancio del giavellotto F34    | Oro       | 19,33 m     |                                          |
| 2021 | Giochi paralimpici   | Tokyo          | Getto del peso F34            | Oro       | 9,19 m      | Record mondiale                          |
| 2021 | Giochi paralimpici   | Tokyo          | Lancio del giavellotto F34    | Oro       | 22,28 m     | =                                        |
| 2023 | Mondiali paralimpici | Parigi         | Getto del peso F34            | Oro       | 9,25 m      |                                          |
| 2023 | Mondiali paralimpici | Parigi         | Lancio del giavellotto F34    | Oro       | 20,74 m     | Record dei campionati                    |
| 2024 | Mondiali paralimpici | Kōbe           | Getto del peso F34            | Oro       | 9,11 m      |                                          |
| 2024 | Mondiali paralimpici | Kōbe           | Lancio del giavellotto F34    | Oro       | 21,22 m     | Record dei campionati                    |
| 2024 | Giochi paralimpici   | Parigi         | Getto del peso F34            | Oro       | 9,14 m      |                                          |
| 2024 | Giochi paralimpici   | Parigi         | Lancio del giavellotto F34    | Oro       | 22,55 m     | Record mondiale                          |